# Gravera d'en Segur
Gravera d'en Segur és una zona humida artificial de la Roca del Vallès a la comarca del Vallès Oriental. Forma part de la conca del riu Besòs. És un espai de nova creació a tocar del riu Mogent. És un espai creat durant els anys 1995 i 1996 que es va dissenyar i construir amb l'objectiu de substituir l'antiga gravera d'en Segur, abandonada i naturalitzada com a zona humida, però que havia desaparegut amb les obres de construcció de la B-40. La nova gravera ocupa unes 2 hectàrees de terreny i es troba emplaçada en una parcel·la propietat de la Generalitat de Catalunya.
El condicionament de l'espai es va executar de manera que es formessin diferents ambients que afavorissin una
elevada diversitat del poblament vegetal i faunístic. En aquest sentit, es va procedir a la plantació d'un ampli ventall d'espècies vegetals arbustives i arbòries típiques de les zones humides com els verns (Alnus glutinosa), els salzes (Salix alba), els gatells (Salix atrocinerea), les sargues (Salix elaeagnos), etc., per tal de facilitar la colonització de l'espai per part de la fauna. A més a més, es van construir illes per a fomentar la nidificació d'ocells i es va excavar una varietat de fondàries per afavorir l'establiment de diferents biocenosis aquàtiques.
Per altra banda, els marges de la gravera són suaus per tal de permetre la màxima expansió de les comunitats helofítiques. Entre la fauna vertebrada que habita la gravera cal destacar-ne la tortuga de rierol (Mauremys caspica leprosa), el martinet blanc (Egretta garzetta), el bernat pescaire (Ardea cinerea) i anàtids diversos. Malauradament, però, espècies invasores com la tortuga de Florida (Trachemys scripta) o la gambúsia (Gambusia affinis) també són presents en aquest espai.
Pel que fa als factors que influencien negativament l'espai trobem principalment la sobrefreqüentació antròpica de l'espai i la presència d'ànecs domèstics que dificulten la nidificació d'altres espècies aquàtiques.